# Giovanni Falcone
Giovanni Salvatore Augusto Falcone (Palermo, 18 de mayo de 1939-Capaci, 23 de mayo de 1992) fue un juez y fiscal italiano. Desde su cargo en el palacio de Justicia de Palermo, Sicilia, pasó la mayor parte de su vida profesional intentando derribar el poder de la mafia siciliana. Después de una carrera larga y distinguida, que culminó en el Maxi Proceso de 1986-1987, el 23 de mayo de 1992, Falcone fue asesinado por la mafia corleonesa en el atentado de Capaci, en la autopista A29 cerca de la ciudad de Capaci.
Su vida transcurrió paralela a la de su amigo cercano, Paolo Borsellino. Pasaron sus primeros años en el mismo barrio de Palermo. Aunque muchos de sus amigos de infancia crecieron en un entorno con fuerte presencia de la mafia, ambos lucharon contra el crimen organizado como fiscales y jueces de instrucción. Ambos fueron asesinados en 1992, con pocos meses de diferencia. En reconocimiento a su incansable esfuerzo y sacrificio durante los procesos contra la mafia, a ambos los recompensaron con la Medalla de oro al valor civil y fueron reconocidos como mártires por la iglesia católica. También se les consideró héroes de los últimos sesenta años en el número de 13 de noviembre de 2006 de la revista Time.

## Primeros años
Falcone nació en 1939 en una familia de clase media en la Via Castrofilippo cerca del distrito marítimo de La Kalsa, un barrio en el centro de Palermo que padeció una extensa destrucción por los ataques aéreos durante la invasión aliada de Sicilia en 1943. Su padre, Arturo Falcone, el director de un laboratorio químico provincial, estaba casado con Luisa Bentivegna. Giovanni tuvo dos hermanas mayores, Anna y Maria. Los padres de Falcone enfatizaron la importancia del trabajo duro, el coraje y el patriotismo; más tarde dijo que ellos «esperaban lo máximo» de él. En la escuela, Falcone se pelearía con chicos mayores que él si pensaba que atacaban a sus amigos.
La mafia estaba presente en la zona, pero durmiente; Tommaso Spadaro, un chico con quien jugaba al ping-pong en el centro recreativo de Acción Católica del barrio, se convertiría más adelante en un conocido contrabandista y asesino de la mafia, pero los mafiosos no tenían una gran presencia en su infancia. De niños, Falcone y Borsellino, ambos nacidos en el mismo vecindario, jugaban al fútbol juntos en la Piazza Magione. Los dos tuvieron compañeros de clase que acabaron siendo mafiosos. Falcone creció en una época en la que los sicilianos no reconocían la existencia de la mafia como un grupo organizado coherente; afirmaciones que realizaran otros italianos, en sentido contrario, eran a menudo vistas como «ataques desde el norte».
Después de recibir una educación clásica, Falcone estudió derecho en la universidad de Palermo a lo que después de haber pasado un breve tiempo en la academia naval de Livorno. Falcone y Borsellino se encontraron de nuevo en la universidad de Palermo. Mientras Falcone fue separándose del catolicismo conservador de sus padres de clase media, hacia el comunismo, Borsellino era religioso y conservador; en su juventud, había sido miembro del Fronte Universitario d'Azione Nazionale (FUAN), una organización universitaria de derechas afiliada al neofascista MSI (Movimento Sociale Italiano). Sin embargo, ninguno se unió jamás a un partido político, y, aunque las ideologías de sus movimientos políticos eran diametralmente opuestas, compartieron una historia de oposición a la mafia. Sus diferentes inclinaciones políticas no estropearon su amistad. Falcone quería desarrollar una carrera naval pero su padre creía que Giovanni tenía una mente demasiado independiente para las fuerzas armadas, y lo envió a estudiar derecho.

## Carrera judicial
| Gli uomini passano, le idee restano e continueranno a camminare sulle gambe di altri uomini. [Los hombres pasan, las ideas quedan y continuarán caminando sobre las piernas de otros hombres]. —Giovanni Falcone. |

Después de graduarse en 1961, Falcone empezó a practicar la ley antes de ingresar en la magistratura en 1964. Con el tiempo, Falcone gravitó hacia el derecho penal después de servir como magistrado de distrito en Lentini. Fue asignado a la oficina fiscal de Trapani y Marsala. Permaneció allí cerca de doce años. Luego, en 1978, trabajó en el juzgado de quiebras de Palermo.

### Primer juicio contra la mafia

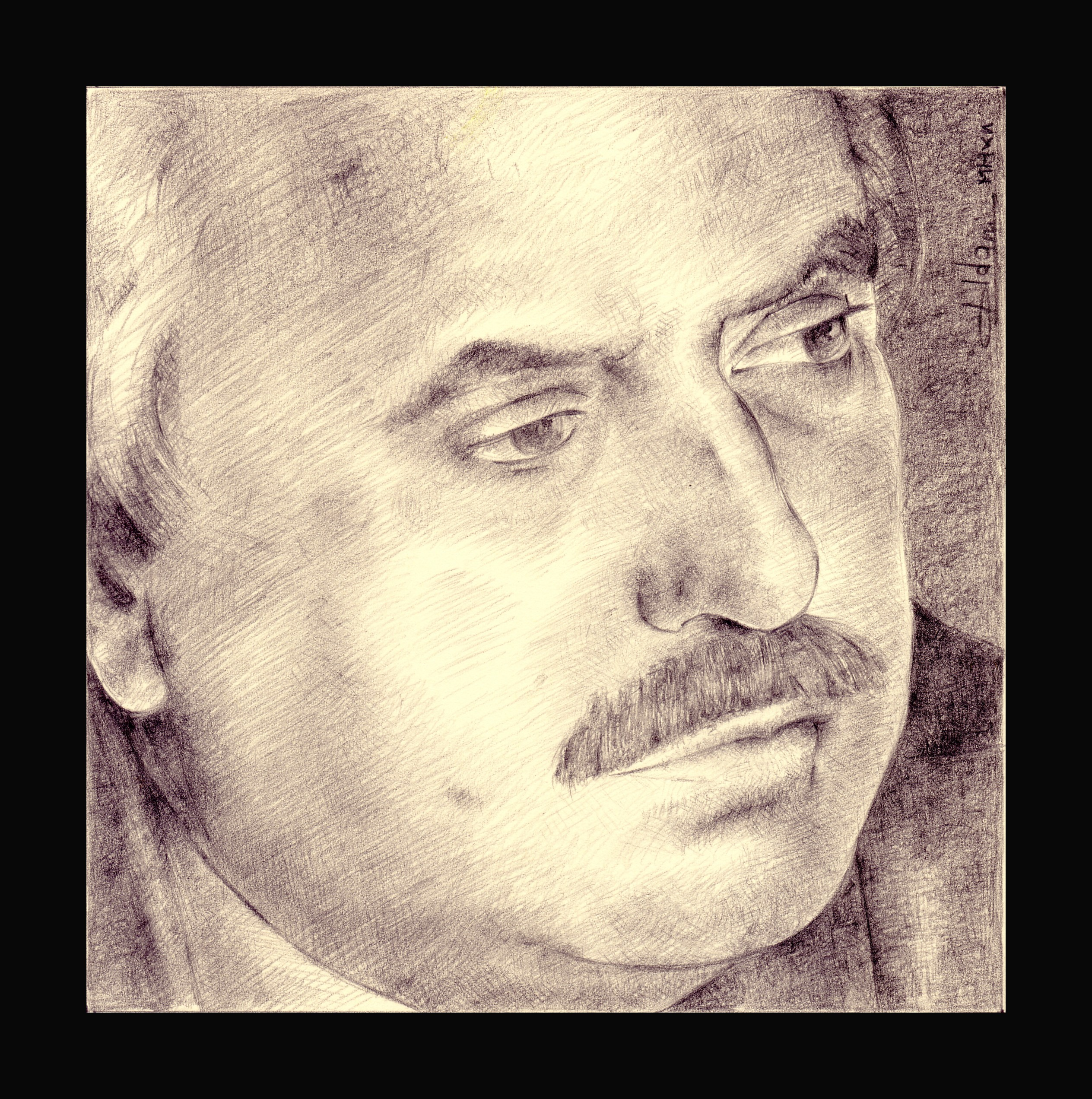
Fiscal antimafia Giovanni Falcone, en un dibujo.

A principios de 1980, Falcone se unión a la oficina de instrucción (Ufficio istruzione), la rama investigadora de la Fiscalía de Palermo. Empezó a trabajar en un momento particularmente tenso, los llamados «años de plomo»). El juez Cesare Terranova, antiguo diputado en el parlamento, y reformista antimafia, había sido en principal acusador de la mafia en la década de los sesenta, e iba a dirigir esta oficina, pero lo asesinaron el 25 de septiembre de 1979. Sólo dos meses antes, el 21 de julio de 1979, habían asesinado a Boris Giuliano; era el jefe de la policía que investigaba el tráfico de heroína dirigido por Rosario Spatola y Salvatore Inzerillo. El lugar de Terranova lo asumió Rocco Chinnici, a quien la mafia asesinó en julio de 1983.
El 5 de mayo de 1980, el sucesor de Giuliano en la investigación de la red de heroína, el capitán de los carabineros Emanuele Basile, fue asesinado. Al día siguiente, el juez instructor Gaetano Costa firmó 55 órdenes de arresto contra la red de tráfico de heroína del clan Spatola-Inzerillo-Gambino. De Sicilia, la heroína se trasladaba a la familia criminal Gambino en Nueva New York, quienes estaban relacionados con los Inzerillo. Chinnici encargó el caso a Falcone, una de las operaciones antimafia más grandes de la década. Costa firmó las acusaciones después de que virtualmente, el resto de los fiscales en su oficina, se negaran a hacerlo, un hecho que se filtró y con el tiempo le llegó a costar la vida: fue asesinado el 6 de agosto de 1980, por orden de Inzerillo. Al día siguiente, le pusieron escolta a Falcone.
En esta atmósfera tan tensa, Falcone introdujo una técnica de investigación innovadora en el caso Spatola, buscando la documentación bancaria para seguir «el rastro del dinero» que dejaba el tráfico de heroína, para construir el caso, aplicando las habilidades que había adquirido cuando se dedicó a las quiebras. Probablemente estuvo entre los primeros magistrados sicilianos en establecer relaciones de trabajo con colegas de otros países, desarrollando así un conocimiento temprano de las dimensiones globales del tráfico de heroína, al tiempo que mejoraba los magros recursos investigadores de su oficina. Un colega se sorprendió al descubrir que Falcone, sin tener a su disposición ordenarores, personalmente registraba los detalles que encontraba en las copias de las transacciones que había requisado de cada bando en la provincia de Palermo.
Aprendió que los químicos de la conexión francesa habían trasladado los laboratorios clandestinos para refinar la heroína desde Marsella a Sicilia. A finales de 1980, visitó los Estados Unidos y empezó a trabajar con el Departamento de Justicia de los Estados Unidos, lo que dio como resultado «alginas de las operaciones internacionales más grandes de la historia», como la «Pizza Connection». Las investigaciones se extendieron a Turquía, una parada importante en la ruta de la morfina base; a Suiza, donde las leyes sobre secreto bancario facilitaban el lavado de dinero; y a Nápoles, donde los círculos de contrabando de tabaco estaban transformándose para dedicarse a la heroína. A finales de 1981, Falcone terminó la instrucción del caso Spatola, dejándolo preparado para enjuiciamiento, lo que permitió a la acusación conseguir 74 condenas, basadas en la «red de pruebas sólidas, registros bancarios y de viajes, cargamentos de heroína incautados, análisis de huellas dactilares y de notas manuscritas, conversaciones telefónicas intervenidas y testimonios de primera mano» que proporcionó Falcone, y que probaba que «Sicilia había reemplazado a Francia como la entrada principal de heroína para refinar y exportar luego a los Estados Unidos».

### El «pool» antimafia

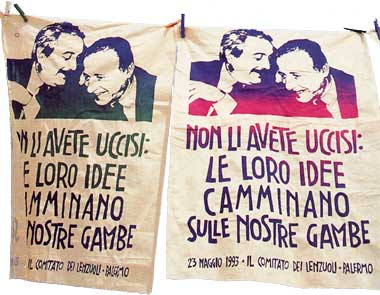
Sábanas expuestas en solidaridad con Giovanni Falcone y Paolo Borsellino. En ellas se puede leer: «No los matasteis: sus ideas caminan sobre nuestras piernas».

Falcone, como el resto de los investigadores de la mafia, estaba limitado por los escasos recursos a su disposición. Pio La Torre propuso crear por ley un nuevo delito, de conspiración mafiosa, y para confiscar los bienes de la mafia, pero quedó detenido en el parlamento durante dos años. A La Torre lo asesinaron el 30 de abril de 1982. En mayo de 1982, el gobierno italiano envió a Carlo Alberto Dalla Chiesa, un general de carabineros a Sicilia, con la orden de aplastar la mafia. Sin embargo, poco después de su llegada, el 3 de septiembre de 1982, el general fue asesinado en el centro de la ciudad, con su joven esposa al lado. Cundió la rabia por toda Sicilia. En el exterior de la iglesia, los políticos que acudieron fueron objeto de desprecio, y se les escupió, la sociedad siciliana consideraban que habían tolerado a la mafia durante demasiado tiempo. Como respuesta, el gobierno italiano finalmente ofrecieron a los investigadores el apoyo que necesitaban, y la ley de Pio La Torre se aprobó diez días más tarde.
Las responsabilidades de Falcone como magistrado pasaron factura en su vida personal. Divorciado de su primera esposa, se casó por segunda vez en mayo de 1986, con su prometida, Francesca Morvillo; Falcone encargó que la ceremonia privada la presidiera el alcalde de Palermo, Leoluca Orlando.
Se convirtió en el «pool» antimafia informal creado de Palermo, creado por el juez Rocco Chinnici. Era un grupo de magistrados instructores que trabajaban juntos estrechamente, compartiendo información y desarrollando nuevas estrategias investigadoras y de acusación.  Lo más importante era que asumieron una responsabilidad colectiva a la hora de llevar adelante las investigaciones sobre la mafia: todos los miembros del «pool» firmaban órdenes de acusación para evitar la exposición de uno de ellos a un riesgo particularizado, como el que le había costado la vida al juez Gaetano Costa. Además de a Falcone, el grupo incluía a Paolo Borsellino, Giuseppe Di Lello Finuoli y Leonardo Guarnotta.
Falcone trabajó junto a Rocco Chinnici hasta el asesinato de este, perpetrado por la mafia el 29 de julio de 1983.

### Maxi Proceso
El «pool» antimafia sentó las bases para el maxijuicio contra la mafia siciliana en la fase de investigación preliminar. Después del asesinato de Chinnici en julio de 1983, Antonino Caponnetto dirigía el «pool». El amigo de Falcone Antonio Cassara (que encabezaba la sección policial dedicada a los delincuentes en busca y captura) fue asesinado en 1985. Falcone dirigió la acusación en el juicio, que empezó el 10 de febrero de 1986, y acabó el 16 de diciembre de 1987. De los 475 acusados, unos presentes y otros juzgados en rebeldía, se condenó a 338. Entre los culpables se repartieron un total de 2.665 años de prisión, sin incluir las sentencias a cadena perpetua que se impusieron a diecinueve jefes y asesinos mafiosos, entre los que estaban Michele Greco, Giuseppe Marchese y, en rebeldía, Salvatore Riina, Giuseppe Lucchese y Bernardo Provenzano.
Uno de los factores más importantes en el juicio fue el testimonio de Tommaso Buscetta, el primer jefe de la mafia italiana que se convirtió en informante «arrepentido» (pentito). Su afirmación de que la mafia no era una serie de mafias separadas, sino una sola organización, llevó a algunos magistrados y detectives a cuestionar su credibilidad. Después de una entrevista, Falcone se convenció de que Buscetta era sincero, y lo trató con respeto. La revelación clave de Buscetta es que un consejo de gobierno, conocido como la Comisión o Cupula encabezaba una estructura colectiva, estableciendo con ello que el nivel más alto de los miembros de la mafia eran cómplices en los crímenes de toda la organización. Esta premisa se conoció como el «teorema de Buscetta».

### Contratiempo
Los éxitos de Falcone y su perfil alto llevaron al resentimiento desde ciertos sectores, no se le dio el trabajo que él quería, el de jefe fiscal de Palermo. A quien nombraba rechazaba la idea de una estructura mafiosa organizada y jerárquica que el Maxi Proceso había demostrado que existía en la realidad, e intentó forzar a Falcone a trabajar en casos de violencia de género y robos de coches. Falcone quedó tan frustrado que pensó en dimitir. En el año 1988 Falcone colaboró con Rudolph Giuliani, en aquella época fiscal del distrito meridional de Nueva York, en operaciones contra las familias Gambino e Inzerillo. Hubo rumores que cuestionaban su integridad, lo que perturbó mucho a Falcone en esta época.
El 20 de junio de 1989, el policía Nino Agostino descubrió un saco con cartuchos de dinamita cerca de la casa de la playa alquilada por Falcone en la ciudad de Addaura. Aunque lo habían amenazado antes, este intento fallido le preocupó en extremo, porque tenía todo el aspecto de ser un trabajo desde dentro. En aquella época, estaba reuniéndose con los fiscales suizos Carla Del Ponte y Claudio Lehman de Lugano quienes estaban ayudando a investigar los recursos financieros de la mafia en Suiza. Falcone creía que el intento de asesinato no solo implicaba a la mafia, sino también a gente del gobierno. Durante las investigaciones sobre las redes de lavado de dinero de la mafia, quedó claro que el antiguo jefe de la policía de Palermo Bruno Contrada, quien se había trasladado al servicio de inteligencia SISDE, había advertido a un sospechoso sobre su arresto inmediato, de manera que pudo escapar a tiempo.
Falcone recibió una efusiva llamada de felicitación por parte de Giulio Andreotti tras haberse librado por poco. Falcone pensaba en privado que resultaba extraño que Andreotti, con quien nunca había hablado, de repente contactase con él, y se preguntó sobre el significado del incidente con un amigo. Sin saberlo Falcone los esfuerzos por matarlo se suspendieron durante el período en que las condenas del Maxi Proceso estaban pendientes de apelación, que a menudo absolvió a los mafiosos. Posteriores investigaciones relacionadas con la muerte de dos oficiales de policía, Antonino Agostino y Emanuele Piazza, que trabajaban para el servicio secreto, revelaron que habían desactivado en secreto las bombas que un comando de la mafia colocó, ayudado por otros hombres del servicio secreto. Agostino y su esposa fueron asesinados el 5 de agosto de 1989 en el exterior de su casa, y Piazza el 15 de marzo de 1990.
En las elecciones de los miembros del Consejo Superior de la Magistratura de 1990, Falcone fue candidato por las listas «Movimiento por la Justicia» y «Propuesta 88» (coaligadas en dicha circunstancia).

### Traslado a Roma
Agotado y frustrado por las trabas que sufría en Palermo, Falcone aceptó un puesto en el Ministerio de Justicia, en Roma, que le ofreció Claudio Martelli, el reciente ministro de Justicia de un nuevo gobierno, dirigido por Giulio Andreotti en marzo de 1991. El traslado se vio, inicialmente, como una rendición de Falcone, pero él lo veía como un movimiento táctico para mejorar la lucha contra la mafia. Su primera acción fue preparar un decreto para reparar la desastrosa sentencia del juez del Tribunal Supremo Corrado Carnevale, conocido como l'ammazzasentenze (el «matasentencias»), que permitiría que la mayor parte del resto de los acusados en el Maxi Proceso salieran libres de prisión. El decreto Martelli llevó al inmediato arresto, otra vez, de los jefes de la mafia.
Mientras estuvo en Roma, empezó a reestructurar el sistema acusatorio de Italia, creando oficinas de distrito para luchar contra la mafia, y una oficina nacional para combatir el crimen organizado. Lo siguiente fue su movimiento para impedir que Carnevale revisara la sentencia del Maxi Proceso. En un golpe a la mafia, las condenas del Maxi proceso se mantuvieron por el Tribunal Supremo en enero de 1992. Para sorpresa de muchos, el traslado a Roma de Falcone tuvo un gran éxito. Logró un auténtico cambio en el Poder Judicial. La mafia empezó a darse cuenta de que Falcone era todavía más peligroso en Roma de lo que había sido en Palermo.

## Asesinato y legado

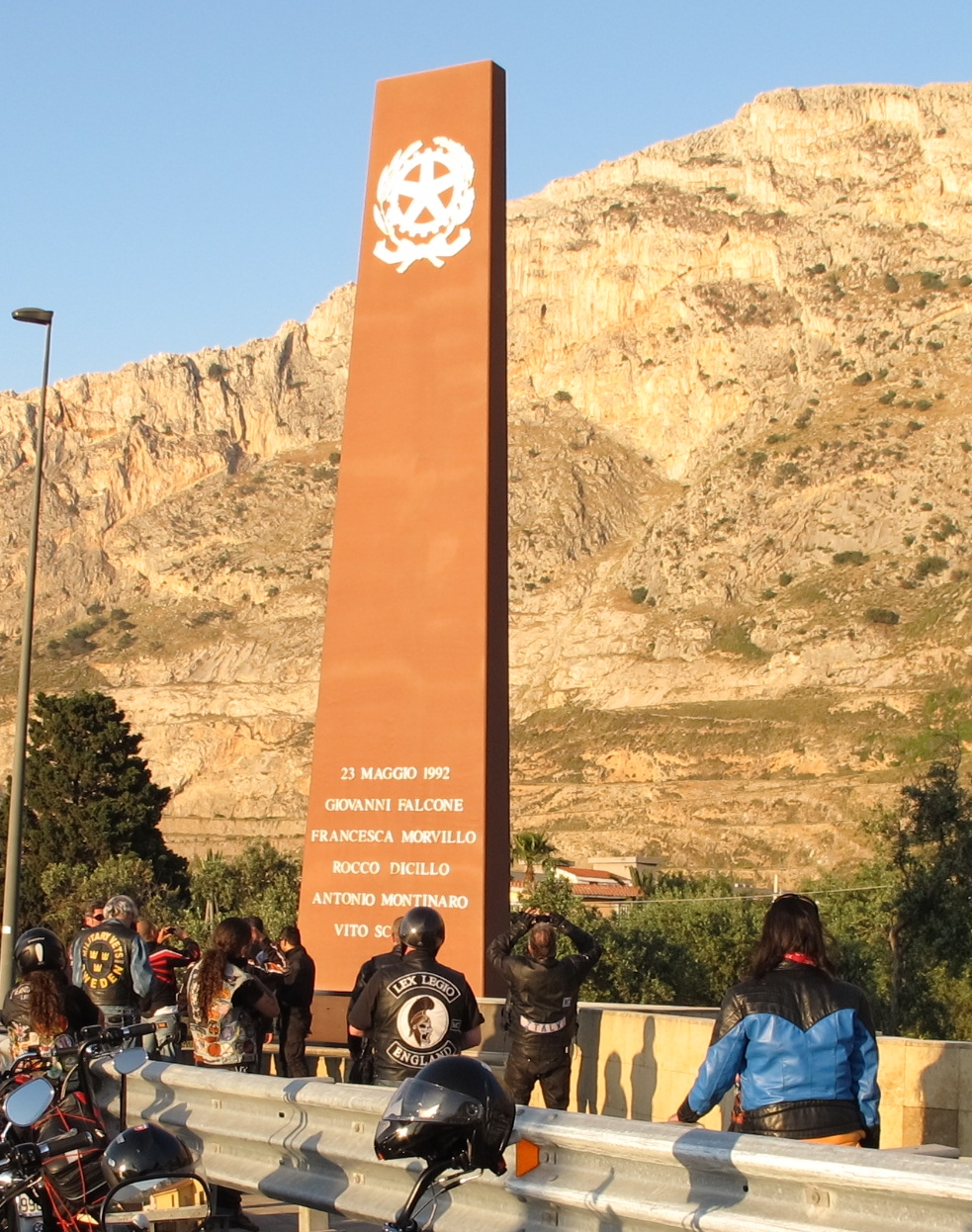
Monumento a Giovanni Falcone en Capaci

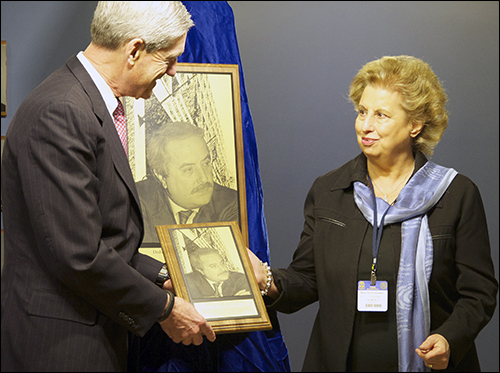
Robert Mueller presenta a Maria Falcone con una versión reducida de una placa que honra la vida de su hermano y que colgará en la galería a él dedicada en el cuartel general del FBI.

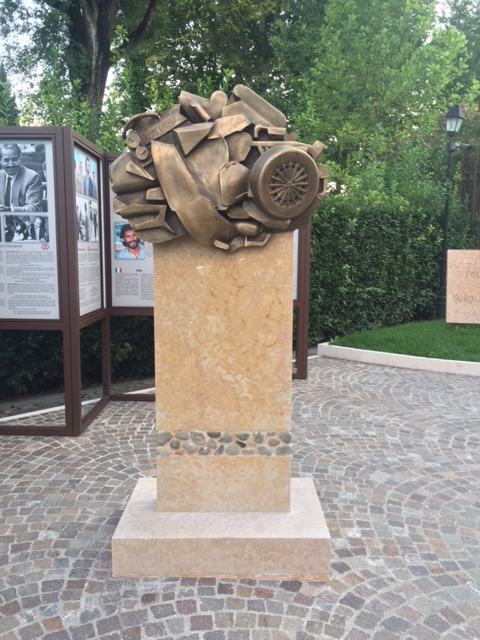
Monumento en conmemoración de Falcone en Peschiera del Garda

### Asesinato
La confirmación de las sentencias del Maxi Proceso en casación supusieron un golpe al prestigio de la mafia. El consejo de jefes mafiosos, presidido por Riina, reaccionó ordenando el asesinato de Salvatore Lima (sobre la base de que era un aliado de Giulio Andreotti), y Falcone. A Lima lo mataron a tiros el 12 de marzo de 1992.
Fue asesinado por orden de Salvatore Riina, atentado que llevaron a cabo Giovanni Brusca y Nino Gioè. Riina quería que el asesinato se llevara a cabo en Sicilia, como una demostración del poder de la mafia; ordenó que el ataque se produjera en la Autopista A29, que Falcone debía usar para ir desde el aeropuerto hasta su casa, en sus visitas semanales.
Colocaron cuatro mil kilogramos de explosivos en un conducto bajo la autopista entre el aeropuerto internacional de Palermo y la ciudad de Palermo, cerca de la ciudad de Capaci. Los hombres de Brusca hicieron pruebas, usando flashes que simulaban la detonación en un coche a toda velocidad, y se creó una estructura especial de cemento, destruida en una explosión experimental, para ver si la bomba sería suficientemente potente. Leoluca Bagarella ayudó en los preparativos.
Brusca detonó el explosivo por control remoto desde una pequeña edificación en lo alto de una colina a la derecha de la autopista, el 23 de mayo de 1992. Murieron con él, su esposa Francesca Morvillo y los miembros de su escolta Rocco Di Cillo, Vito Schifani y Antonio Montinaro. La explosión fue tan poderosa que se registró en los monitores sísmicos locales. Se dice que Riina celebró una fiesta, celebrando la muerte de Falcone con champán, según el arrepentido Salvatore Cancemi.
Miles se reunieron en la iglesia de Santo Domingo en Palermo para los funerales, que se retransmitieron en directo en la televisión nacional. La programación televisiva se suspendió. El Parlamento declaró un día de luto. Su colega Paolo Borsellino fue asesinado en otro atentado 57 días más tarde, junto con cinco oficiales de policía: Agostino Catalano, Walter Cosina, Emanuela Loi, Vincenzo Li Muli, y Claudio Traina. A las condenas al asesinato se unió, el 4 de junio, el Senado de los Estados Unidos. Su muerte fue el símbolo de una época convulsa de la historia italiana, con un poder aún inmenso de la mafia. Su muerte fue una venganza por los años de persecución judicial a la mafia y la detención de numerosos capos promovidas por él.
En un gran golpe contra la mafia después de la muerte de Falcone y la de Borsellino, Riina fue arrestado el 15 de enero de 1993, y se le condenó a cadena perpetua, que estaba cumpliendo cuando murió en 2017, por ordenar las muertes de ambos magistrados así como muchos otros crímenes. Brusca, también conocido como lo scannacristiani (el «matacristianos»), fue condenado por el asesinato de Falcone. Era uno de los hombres de Riina y admitió haber detonado los explosivos. Docenas de mafiosos fueron sentenciados a cadena perpetua por estar implicados en el asesinato de Falcone.
Informes de mayo de 2019 indicaron que alguien de la Cosa Nostra reveló que John Gotti de la familia criminal Gambino había enviado a uno de sus expertos en explosivos a Sicilia para trabajar con los corleoneses ayudándoles a planear el atentado que mataría a Falcone.

### Legado
El aeropuerto internacional de Palermo se llama Aeropuerto Falcone-Borsellino en honor a ambos magistrados y alberga un memorial de la pareja, realizado por el escultor local Tommaso Geraci. Monumentos a la memoria de Falcone y las otras víctimas del atentado de Capaci se alzaron por toda Italia, incluyendo Peschiera del Garda. Falcone recibió póstumamente el Premio al Coraje Civil de la Fundación Train, que reconoce a los «hombres de conciencia extraordinarios». Se alza también un monumento a Falcone en la Academia Nacional del FBI en Virginia para celebrar su contribución en el caso «Pizza Connection».

## Eponimia
- El Aeropuerto Falcone-Borselino en Palermo lleva su nombre.
- El asteroide (60183) Falcone también lleva este nombre en su honor.

## Películas
- Giovanni Falcone (1993), de Giuseppe Ferrara, con Michele Placido como Falcone;
- Falcone: Un juez contra la mafia (1999), dirigida por Ricky Tognazzi y con Chazz Palminteri en el papel de Falcone;
- El capo de Corleone (2007), miniserie de televisión, dirigida por Alexis Cahill y Enzo Monteleone, con Andrea Tidona como Falcone;
- Vi perdono ma inginocchiatevi, una película para televisión del año 2012, transmitida por primera vez el 18 de mayo de 2012 con ocasión del vigésimo aniversario del atentado de Capaci (23 de mayo de 1992) que narra la historia de los hombres que escoltaban a Giovanni Falcone. El título procede de una frase del discurso de Maria Rosaria Schifani, viuda de Vito Schifani, pronunciado durante los funerales posteriores al atentado. La frase textualmente era: «Io vi perdono però vi dovete mettere in ginocchio» (te perdono pero debes ponerte de rodillas).
- Era d'estate (2016), dirigida por Fiorella Infascelli y con Massimo Popolizio en el papel de Falcone. Se centra en el verano que tuvieron que pasar en la isla de la Asinara, con motivo del Maxi Proceso;
- El traidor (2019), película de Marco Bellocchio con Fausto Russo Alesi en el papel de Falcone. Se centra en el pentito Buscetta.